# Jerry Finn
Jerry Finn (* 31. März 1969 in Ventura, Kalifornien; † 21. August 2008 in Los Angeles) war ein US-amerikanischer Musikproduzent.
Hauptsächlich betreute Finn Pop-Punk- und Punkrockbands. So produzierte er unter anderem Rancid bei ihrem bekanntesten Album ...And Out Come the Wolves und blink-182 bei Enema of the State, mit fünf Millionen verkauften Einheiten (5-fach Platin) allein in den USA eines der erfolgreichsten Alben dieses Genres. Morrissey verpflichtete ihn 2004 für die Aufnahmen zu You Are the Quarry. Außerdem war er als Toningenieur an Aufnahmen von unter anderem Green Day, Bad Religion und Nancy Sinatra beteiligt.
Finn starb am 21. August 2008 im Alter von 39 Jahren an den Folgen einer Gehirnblutung.

## Von Finn produzierte Alben (Auswahl)
Diese Liste enthält nur Alben, bei denen Finn als Produzent geführt wird. Darüber hinaus wirkte er an zahlreichen Werken beim Abmischen oder Mastering mit.
- AFI – Sing the Sorrow (2003, gemeinsam mit Butch Vig), Decemberunderground (2006)
- Alkaline Trio – From Here To Infirmary (2001), Good Mourning (2003), Crimson (2005)
- blink-182 – Enema of the State (1999), The Mark, Tom and Travis Show (The Enema Strikes Back!) (2000), Take Off Your Pants and Jacket (2001), blink-182 (2003)
- Morrissey – You Are the Quarry (2004)
- Morrissey – Years of Refusal (2009)
- MxPx – The Ever Passing Moment (2000), Ten Years and Running (2002)
- Pennywise – About Time (1995)
- Rancid – …And Out Come the Wolves (1995)
- Sparta – The Wiretap Scars (2002)
- Sum 41 – All Killer No Filler (2001)
- The Vandals – Hollywood Potato Chips (2004)